# Јован Ј. Поповић
Јован Ј. Поповић (Белољин, ? — ?) био је српски јунак. Носилац је Карађорђеве звезде са мачевима.

## Биографија
Рођен је у Белољину, срез прокупачки. У ратовима је био непрекидно од 1912. до 1918. године. На Церу је поред њега погинуо његов рођени брат Мика. Златним војничким орденом КЗ са мачевима одликован је за подвиг у току битке на Дрини 1914. године, када је под кишом митраљеских зрна и уз експозије ариљеријских граната на високој тополи градио извиђачко гнездо за српску артиљерију. Три пута га је експлозија са тополе обарала на земљу и три пута се он опет пео и довршавао посао. Пошто се све то одигравало пред очима команданта дивизије, за невиђену храброст, када су се сви склањали, Јован је одликован овим највишим орденом. Прешао је и преко Албаније, ратовао на Солунском фронту, лечио се у Бизерти од рана и маларије и на крају успео да се врати у свој родни Белољин. Поред ордена КЗ са мачевима, одликован је Златном медаљом за храброст, као и свим споменицама за ратове 1912—1918. године.